# Tuyết trôi dạt

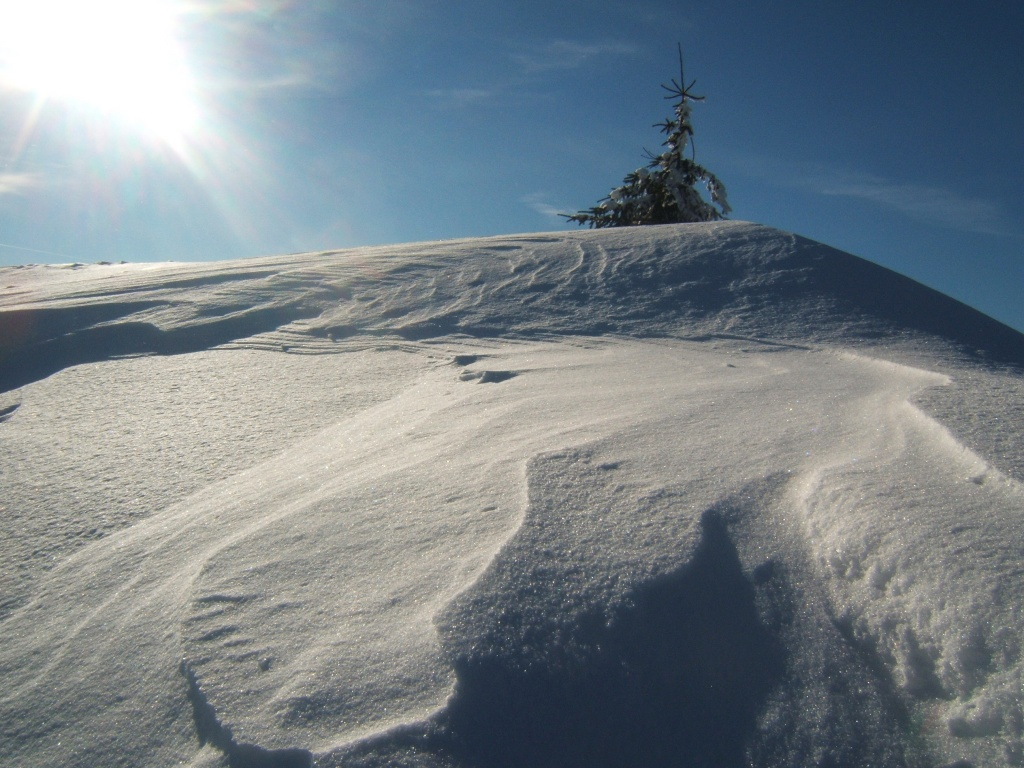
Tuyết trôi dạt trên núi Ruppberg

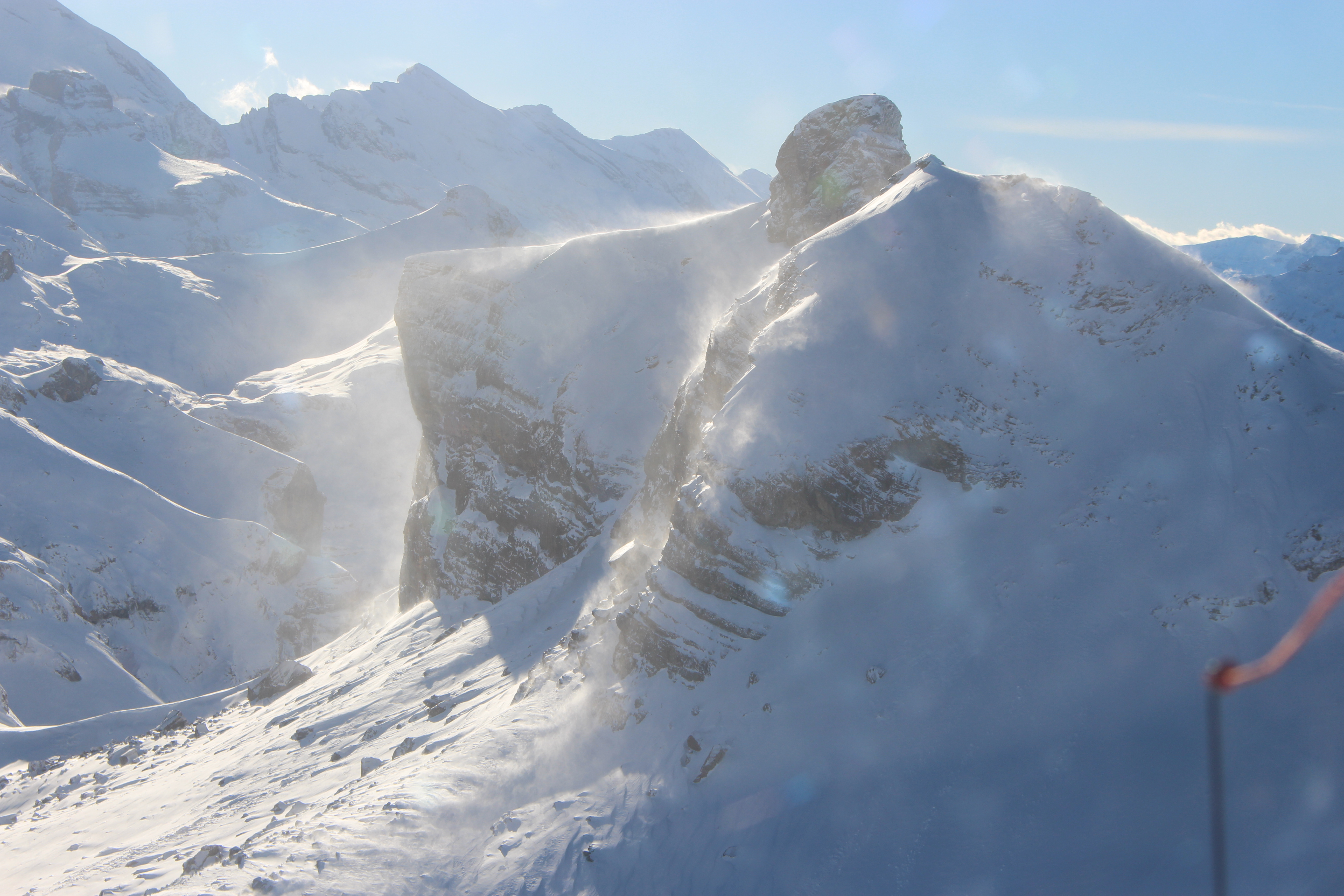
Tuyết trôi dạt ở dãy núi Alpen

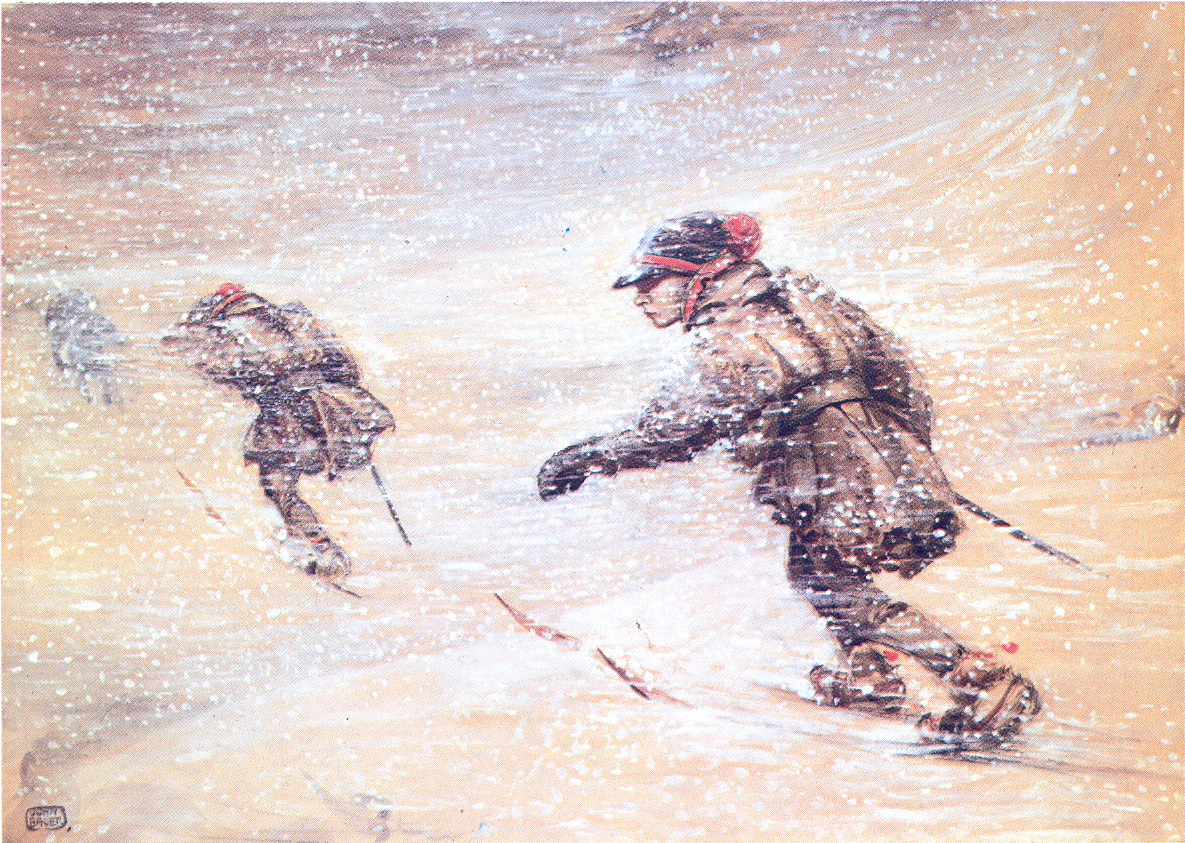
Tuyết trôi dạt

Tuyết trôi dạt là tuyết, không giống như tuyết rơi thông thường nằm đều trên mặt đất, nhưng được gió vận chuyển theo một hướng. Thường thì đó là bột tuyết, vì nó có thể dễ dàng bị thổi bay đi hơn tuyết ướt. Các hạt tuyết, chạm rồi bám vào nhau tạo nên đống tuyết cứng.
Tuyết trôi dạt có thể xảy ra ở mọi nơi trên bề mặt rộng, nhưng cũng ở các góc hoặc máng, nơi gió xoáy tuyết lên và cũng tạo ra các vùng không có gió, và tuyết chất đống dễ dàng hơn. Trong trường hợp này, nó có thể tăng lên thành một đồi tuyết cao cả thước, trong khi hầu như không có tuyết ở khu vực xung quanh. Tuyết trôi dạt rất khó tiên đoán vì sự hình thành của chúng phụ thuộc vào điều kiện địa phương.

## Cản trở lưu thông
Không dễ dàng và nguy hiểm khi tuyết rơi trên đường hoặc đường rày. Rất khó để nhìn thấy từ xa khi chạy tới gần là có một đống tuyết trôi dạt, hoặc cao như thế nào. Những chiếc xe du hành với tốc độ cao lao vào những đống tuyết lớn có thể được kéo ra chỉ với những thiết bị nặng như xe thiết giáp núi (Bergepanzer).
Đống tuyết trôi dạt cao không thể tháo dỡ bằng xe cày tuyết (Schneepflug) nhưng chỉ với xe xay tuyết (Schneefräse). Tuy nhiên, trong thời gian ngắn nhất, khi thời tiết không thay đổi tuyết trôi dạt lại có thể hình thành.
Ngoài ra, những cái gọi là lưỡi tuyết cũng không được thoải mái để vượt qua, bởi vì người ta thường không tính tới sự xuất hiện của chúng và vì vậy không giảm tốc độ kịp thời. Vì vậy xe có thể bị lật dễ dàng.

## Phòng chống
Sự nguy hiểm của tuyết trôi dạt có thể được giảm xuống bằng cách lắp đặt khung ván và lưới nhựa (hàng rào tuyết). Chúng làm giảm tốc độ gió ở phía gió để tuyết lắng xuống phía sau cổng hoặc trên lưới. Tuy nhiên, vị trí chính xác của các thiết bị bảo vệ đòi hỏi kinh nghiệm, vì những luồng gió nhỏ làm cho chúng không hiệu quả hoặc có thể làm trầm trọng thêm tuyết trôi dạt.
Một khả năng khác để giảm bớt tuyết trôi dạt là trồng cây phòng chống tuyết: một hoặc nhiều hàng, để các cành cây ở dưới chận tuyết vận chuyển bởi gió.